# Arkitekturskolan KKH
Arkitekturskolan KKH är en ettårig svensk vidareutbildning för arkitekter vid Kungliga Konsthögskolan i Stockholm, även kallad Mejan.